# Bonuszló
Árpád-házi Bonuszló (1000 körül - 1048.) Szár László egyetlen ismert fia, ki a nyitrai dukátus élén állt az 1040-es években, de bizonytalan, hogy pontosan mettől meddig. 

## Élete
1000 körül született Árpád-házi Szár László és Premiszláva (I. Vlagyimir kijevi nagyfejedelem leánya) fiaként. 
A mai Szlovákia feletti lengyel fennhatóság Bátor Boleszláv 1025-ben bekövetkezett haláláig, illetve 1029-ig tartott. Ebben az időben halt meg Szár László is. Testvére, Vazul vette át a dukátus  igazgatását. I. István egyetlen fiának, Imre hercegnek 1031-ben bekövetkezett halála után megvakíttatták Vazult. Fiainak, Leventének, Andrásnak és Bélának Bonuszlóval együtt sikerült a szomszédos Csehországba menekülniük. 1039-ben I. Břetislav cseh fejedelem és Orseolo Péter magyar király szövetségének eredményeként el kellett hagynia Csehországot, és valószínűleg Németország felé vette az irányt. Péter bukása után,  1042 szeptember elején német és cseh csapatok elfoglalták a Dunától északra fekvő területet, és III. Henrik Břetislav tanácsára és a lakosok beleegyezésével, akik elutasították Orseolo Pétert, Bonuszlóra bízta a meghódított területet. A német és a cseh seregek távozása után azonban Aba Sámuel kiszorította őt onna, ezért  ismét Csehországba kellett menekülnie. Bonuszló 1046-ban csatlakozott a Vata-féle pogánylázadáshoz, s a dukátust igazgatta 1048-ban bekövetkezett haláláig. Pécsváradi kolostorában temették el, amelyet ő maga alapított.  